# Qal'eh-ye Now
Qal'eh-ye Now ou Qala-i Naw (em pachto: قلعه نو) é uma cidade do Afeganistão localizada na província de Badghis. Sua população era estimada em 56.867 habitantes, em 2006.